# Tomas Hermes
Tomas Hermes est un surfeur professionnel brésilien né le 28 février 1987 à Barra Velha, dans l'État de Santa Catarina, au Brésil.

## Palmarès et résultats

### Saison par saison
- 2008 :
  - 3e du Gatorade Surf Classic à São Francisco do Sul (Brésil)[1]

- 2011 :
  - 3e du San Miguel Pro à Zarautz (Espagne)[2]

- 2012 :
  - 3e du San Miguel Pro à Zarautz (Espagne)[3]

- 2013 :
  - 1er du Azores SATA Airlines Pro à São Miguel (Açores)[4]

- 2014 :
  - 3e du Hurley Australian Open à Sydney (Australie)[5]
  - 3e du Oceano Santa Catarina Pro14 à Florianópolis (Brésil)[6]

### Classements
| Année             | 2011 | 2012 | 2013 | 2014 |
| ----------------- | ---- | ---- | ---- | ---- |
| Qualifying Series | 62e  | 49e  | 47e  | 17e  |